# LED-lysrör

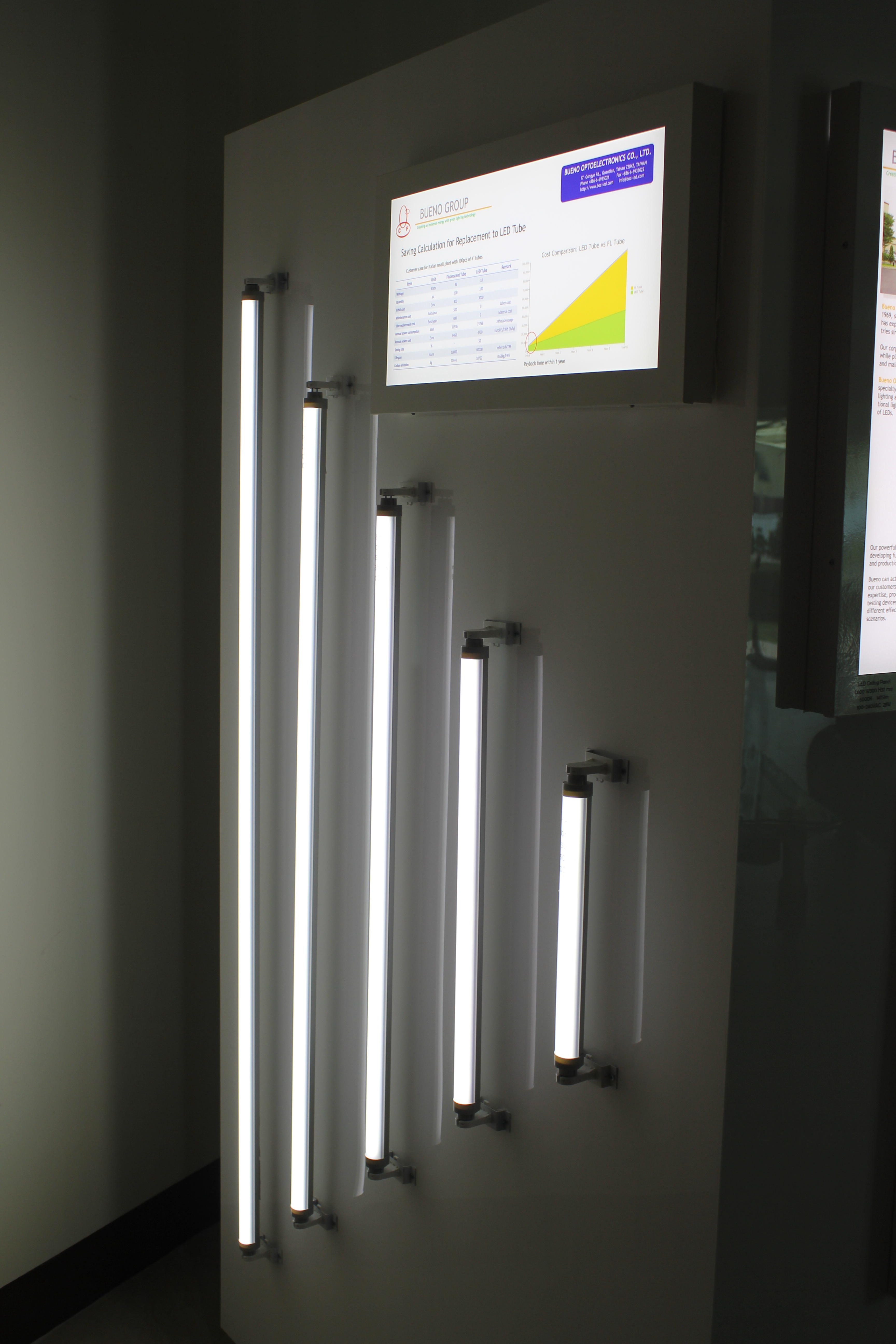

LED-lysrör är en modern ljuskälla som huvudsakligen används i lysrörsarmaturer med G5 och G13-socklar, för att ersätta traditionella lysrör. Fördelen med LED-lysrör jämfört med vanliga lysrör är framförallt energieffektiviteten och livslängden.

## Beskrivning
Det finns olika typer av LED-lysrör som kan ersätta T8-lysröret: 
1. LED-lysrör enligt Retro-fit-planeringen som kan installeras för att ersätta de gamla lysrören i kompatibla armaturer som sådana, och i enlighet med tillverkarens och rörmodellens restriktioner. Vissa modeller är endast kompatibla med ett magnetiskt kopplingdon, en induktiv drossel, men modeller som kan installeras i vilken gammal lysrörslampa finns också på marknaden. I vissa retro-fit LED lysrör används en separat LED- tändare/ kortslutningsbit som ersätter lysrörets tändare. Ett byte av lysröret och tändaren gör det möjligt att återgå till användning av lysrör. Armaturer försedda med kompensationskondensatorer och med LED-lysrör producerar ofta en stor mängd av reaktiv effekt. De flesta LED-lysrör av Retro-Fit-planering tillverkas enligt LED-röret standarden EN 62776.
2. I installationer enligt Conversion-kit-planeringen modifieras den gamla lampan och dess ledningar passande för användning av LED-lysrör. Installationen görs i detta fall av en kvalificerad elektriker. Modifierbara objekt är ofta en så kallad elektronisk drossel.
3. LED-lysrör som endast levereras tillsammans med en armatur som är avsedd för lysröret. Då kan paketet också innehålla extern styrelektronik för LED-lysröret, och LED-lysrören uppfyller inte standarden EN 62776 för LED-lysrör. Ofta kan också LED-lysrör av installationstypen 1 (retro-fit) installeras också i armaturer som är planerade för LED-lysrör, varvid själva armaturen endast fungerar som stomme/rörhållare och strömmen leds till lysröret med hjälp av armaturens ledningar. Då kan LED-lysröret uppfylla standarden EN 62776.
4. LED-lysrör som är kompatibla med elektroniska förkopplingsdon (HF). För att dessa LED-lysrör ska fungera behöver de en armatur med ett fungerande elektroniskt don installerat. Fördelen är att LED-lysröret enkelt kan uppdateras (jämfört med en installation av typ 2). Till de negativa sidorna hör det dyra underhållet, eftersom de elektroniska donen vid sidan av LED-lysröret också kan gå sönder och behöver bytas. Bytet får endast utföras av en ackrediterad elmontör. Om ett LED-lysrör som är kompatibelt med ett elektroniskt don installeras i en gammal lysrörsarmatur blir även ansvarsfrågan otydlig: vem ersätter det trasiga elektroniska donet om det går sönder i samband med installationen av LED-lysröret. Tillverkaren av den ursprungliga armaturen och leverantören av donet har nämligen inget ansvar för armaturen om den används med LED-lysrör för elektroniskt don. Det lönar sig att överväga att ta bort elektroniska don, när man skaffar LED-lysrör till gamla armaturer – särskilt i mer omfattande byten. Rör som installeras på detta sätt kallas också för retro-fit, eftersom det nya LED-lysröret går att sätta in i en gammal armatur som sådant. Då kan LED-lysrören också vara tillverkade enligt standarden EN 62776.
5. LED-lysrör som är kompatibla med de smalare T5-lysrören har också börjat dyka upp på marknaden, och de är i regel underställda lagbundenheterna i punkt 3 eller 4: de levereras antingen som en del av en armaturhelhet med separat styrelektronik eller så behöver de en T5-armatur med elektroniskt don för att fungera.

Standarden EN 62776 för LED-lysrör är baserad på den internationella standarden IEC 62776 (Double-capped LED lamps designed to retrofit linear fluorescent lamps – Safety Specifications), som gäller LED-lysrör som är kompatibla med magnetiska drosslar eller elektroniska kopplingsdon.

## Historia
Patent om ämnet har främst registrerats under 2000-talet. Utvecklingen av vita lysdioder i början av 2000-talet gjorde det möjligt att använda lysdioder för den allmänna belysningen. Fram till 2012 tillverkades LED-lysrören huvudsakligen i Kina, därefter sker det också på andra ställen som i Finland.
1:a generationens Retro-Fit LED-lysrören kom ut på marknaden under 2005-2010, kvaliteten och säkerheten för dem hade inte uppmärksammats. Europas säkerhetshets myndigheter samt Tukes i Finland, bestämde år 2010 att det inte får förekomma risk för strömgenomflöde i LED-lysröret vid monteringsskedet. Detta hänvisar till en situation, då den ena änden av LED- lysröret ansluts till det fria änden och det uppstår spänning. Situationen resulterade i ett stort antal försäljningsförbud och återkallningar av produkter.
Ännu kan det förekomma på marknaden produkter som är elektriskt kopplade enligt den 1:a generationen. 
LED-lysrörens andra generation blev vanligare, särskilt i de nordiska länderna, 2010 efter riktlinjerna för säkerhet.
I den andra generationens LED-lysrör löstes risken för strömgenomflödet under installationsskedet med en ny elektronisk koppling. Kopplingen skiljer sig från den 1. generationen på så sätt att kopplingen får fördel av ledningen som är ämnad för armaturens tändare, ledningen transporterar strömmen genom armaturen till lamprörets andra ände.
I lösningen ersätts ofta tändaren med en speciell LED-tändare, som kortsluter förgreningen.
Det så kallade 3. generationens LED-lysrör på marknaden löser 1:a och 2:a generationens problem med tidvis alltför svagt ljus. Eftersom ljuset från LED-lysrören är kägelformigt, har LED-lysrörets prestationsförmåga jämfört med ett liknande lysrör mätt i lux, så har också placeringen av armaturen och optiken varit betydande. Vissa armaturstommar speglar ljuset bra uppåt från lysröret och åt sidorna, medan andra tappar nästan allt förutom det nedåt speglande ljuset. I synnerhet 1:a och 2:a generationens LED-lysrör utrustade med ett mindre ljusflöde, förlorar när det gäller belysningsstyrka för lysrör, när armaturen har en mycket bred reflekterande optik och installationsplats för ett enda lysrör / LED-lysrör. I detta fall kan armaturen maximera lysrörets riktning för ljusstyrkan uppåt och åt sidorna tillbaka till platsen där armaturen används. Med 3. generationens LED-lysrör har det här problemet försökts lösas, med genom att öka LED- lysrörets ljusflöde, så att det skulle räcka i nästan alla situationer, oavsett armaturen. Samtidigt ökar dock det själva ljusavgivande rörets ytstyrka till större än lysröret och i vissa fall kan de enskilda klara LED-komponenterna vara störande. De så kallade 3:e generationens LED-lysrör finns på marknaden av flera tillverkare, men som oftast med extra ljus finns det nackdelar, och i detta fall är det den ökade elförbrukningen. 
LED-lysrörens 4:e generation fokuserar sig på att lösa saker som berör den allmänna belysningen och dess tillhörande saker angående välbefinnandet. Flimret från elektriska armaturer är ett ämnesområde, om detta har det nyligen genomförts undersökningar om. Enligt undersökningarna, kan t.ex. de traditionella lysrörens flimmer orsaka hjärnstress och rastlöshet. Led- lysrörerens fjärde generation erbjuder dock en lösning t.ex. för ljusflimmer. Flimmer mäts i sk. flicker index eller i flicker %. Ett icke flimrande ljus möjliggör också hög kvalitet vid videoinspelningar och slow- motion situationer, liksom en del av maskinvisionapplikationer i lokaler som utrustats med flimmerfria lampor.

## Teknik

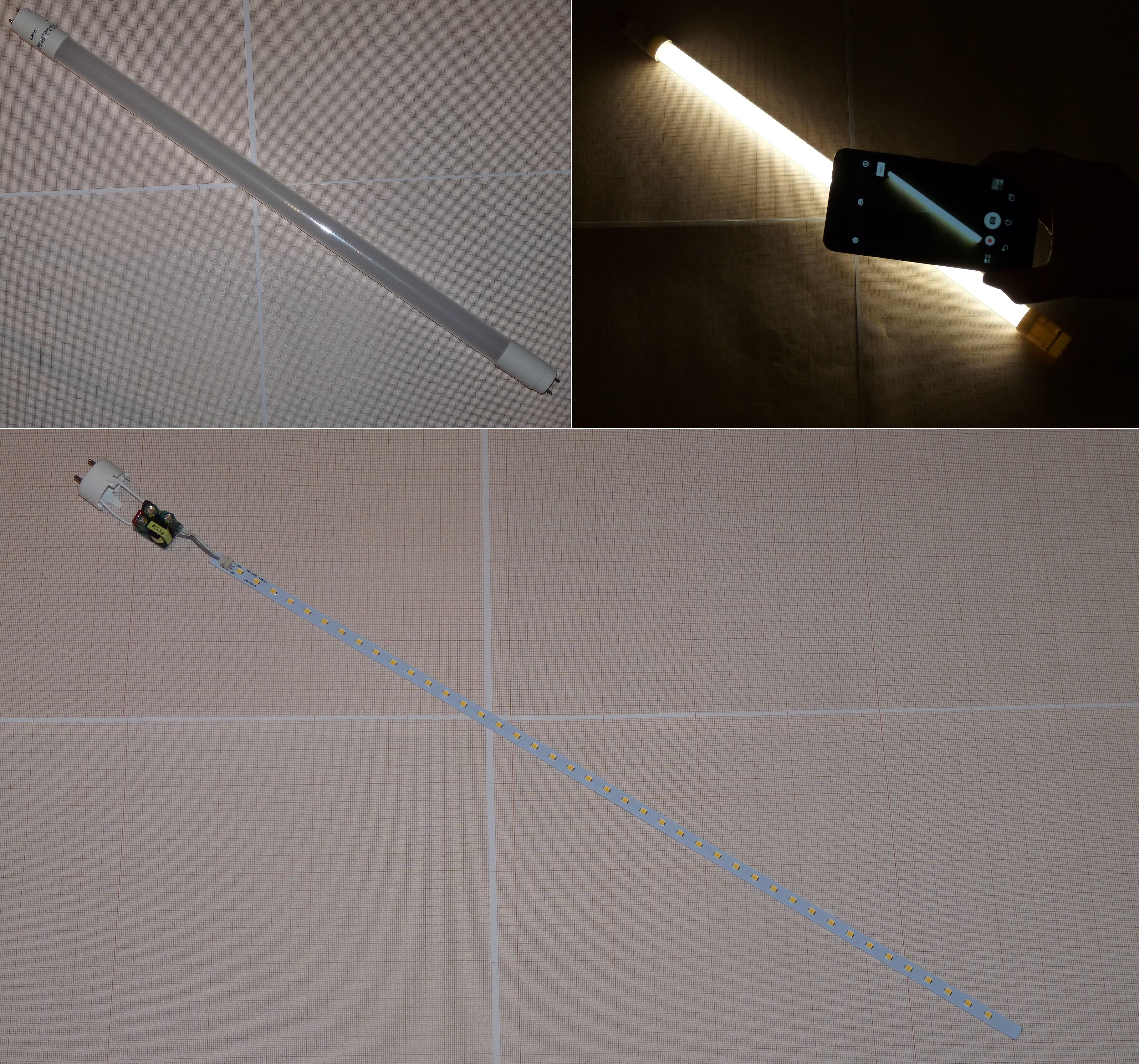

LED-lysrören är i regel bestående av en stor mängd lysdioder med en liten eller medeleffekt. Med hjälp av dem fås ljusproduktionen och ledningen av värme jämnt över hela längden av röret. LED-lysrörens driftstemperatur är lägre än traditionell belysningsteknik och LED-lysröret producerar också mindre värme än traditionella lysrör.
En av de viktigaste egenskaperna för LED-lysrören är riktningsmöjligheterna för ljuset, varvid LED-lysrörets hela ljusflöde riktas effektivare på ett smalt, kägelformat sätt till den plats ljuset behövs. Tack vare riktningsmöjligheten och den goda ljuseffekten fås det samma belysningsstyrka med LED-lysrören som med andra belysningsformer, men med mindre konsumerad elkraft.
LED-lysrören är tillverkade av typisk slitstark plast och aluminium, så de splittras inte.
Den tekniska utvecklingen för LED-lysrör har varit snabb under hela deras tid på marknaden. Ljuseffektiviteten har ökat från 80lm/W ända till 120lm/W.
Såsom alla andra ombyggda ljuskällor, behöver LED-lysröret en anslutningsanordning för att fungera. Anslutningsanordningen är vanligtvis integrerad i LED-lysröret, men den kan också vara utanför själva ljuskällan. 

## Användningsområden
LED-lysrören passar på alla platser som allmänbelysning, med undantag för ställen där det behövs ljus både uppåt och nedåt. Hit hör till exempel, armaturer som används på kontor, armaturer som hänger från taket och lyser nedåt. 
LED-lysrör används främst i utrymmen, där belysningen är på en stor del av tiden. I detta fall, kompenserar de besparingar som fås från belysningens energiförbrukning det dyrare inköpspriset. Typiska användningsområden är bland annat industriella produktionsanläggningar, offentliga lokaler, butiker, lager, parkeringshallar, kylrum och kylutrustningar. Dessutom i lokaler där installationen av ljuskällorna är svåra och dyra, är det vettigt att övergå till LED-lysrör, för den inbesparing som uppnås tack vare den långa livslängden och med installationskostnaderna. LED-lysrören är också lämpliga för användning med rörelsesensorer, eftersom de kommer på och stängs av omedelbart, och antalet tändningar påverkar inte LED-lysrörets livslängd så mycket som traditionella lysrörets livslängd.

## Färgtemperaturer
LED-lysrören kan skaffas med motsvarande färgtemperaturer som de andra armaturerna. Med LED-tekniken är det dock mer lönsamt att göra färgtemperaturer i kallare nyanser. Desto varmare ljus det görs med LED-tekniken, desto mer förloras det med LED-teknikens fördelar, ljusflöde och i vissa fall även livslängden. 

## Livslängd
LED-lysrörets livslängd bestäms av den mekaniska konstruktionen, kvaliteten på LED-komponenterna, den förverkligade värmehanteringen och enligt annan elektronik som används. LED-komponenternas livslängd, kan enligt tillverkaren, vara under goda förhållanden upp till 100 000-300 000 timmar. Den verkliga livslängden för LED-lysrör som finns på marknaden, är dock lägre baserat på kvaliteten för den elektronik som används.
Produktens planering, de material som används och sammansättningen samt användningstemperaturen och användningsperioderna påverkar livslängden. Om LED-lysröret hinner svalna mellan användningsgångerna, är det troligt att livslängden påverkas positivt. I kylutrymmen förlängs livslängden också. LED-komponenter som används i varma utrymmen förlorar sin ljusstyrka och frekvensen för fel kommer att öka. En absolut livslängdstest har inte naturligt ännu kunnat göras, eftersom till exempel 100 000 timmars kontinuerliga produkttester skulle pågå i mer än 11 år. 

## Tillverkare
De mest kända tillverkarna av LED-lysrör är: 
- TD-Light Sweden AB Uppköpt av TopRight Nordic AB (Äger patentet på byte av lysrör till LED-lysrör)
- German LED Tech GmbH (egen tillverkning)
- Valtavalo (egen tillverkning)
- Osram
- Philips
- Narva
- Ledora
- Sylvania
- General Electric
- GIFAS

### References
1. ↑  ”Utbyte av lysrör till LED-lysrör”. Elsäkerhetsverket. https://www.elsakerhetsverket.se/yrkespersoner/arbeta-med-elinstallationer/att-tanka-pa-vid-elinstallationer/utbyte-av-lysror-till-led-lysror/. Läst 2 oktober 2022.
2. ↑  ”Fagerhult trollar med LED”. Elektroniktidningen. 11 februari 2016. https://etn.se/index.php/reportage/61888-fagerhult-trollar-med-led.html. Läst 2 oktober 2022.
3. ↑  http://standards.globalspec.com/std/9963140/cei-en-62776
4. ↑  ”Arkiverade kopian”. Arkiverad från originalet den 7 december 2021. https://web.archive.org/web/20211207110005/http://www.ledsmagazine.com/articles/print/volume-11/issue-4/features/developer-forum/proper-driver-design-eliminates-led-light-strobe-flicker.html. Läst 3 mars 2017.
5. ↑  ”Arkiverade kopian”. Arkiverad från originalet den 20 september 2020. https://web.archive.org/web/20200920234451/https://valtavalo.fi/blogikirjoitukset/valtavalos-flicker-free-g4-led-tube-was-a-success-in-an-international-led-tube-comparison/?lang=en. Läst 5 juli 2017.